# Finale (Wettkampf)
Als Finale (n.; schweizerisch Final [m.]) wird bei Wettkämpfen jeder Art der Durchgang des Wettkampfes bezeichnet, in dem der Sieger des gesamten Wettkampfs ermittelt wird. Je nach Art des Wettkampfes spricht man auch vom Endlauf, Endspiel, Endrunde oder Endkampf.
Für die Qualifikation zum Finale können im Rahmen des Wettkampfes Ausscheidungsdurchgänge durchgeführt werden. Die dem Finale vorausgehenden Ausscheidungsdurchgänge werden oft als Halbfinale oder Semifinale bezeichnet. In der Leichtathletik sind auch drei Halbfinalläufe, aus denen Teilnehmer des Finales ermittelt werden, üblich.  
Bei im K.-o.-System ausgetragenen Wettkämpfen werden die dem Halbfinale vorausgehenden Durchgänge oft als  Viertelfinale, Achtelfinale etc. bezeichnet. Wenn ein Durchgang zur Platzierung der direkt vor dem Finale ausgeschiedenen Teilnehmer ausgerichtet wird (beispielsweise das Spiel um den dritten Platz bei Fußball-Weltmeisterschaften), so wird dies umgangssprachlich und in Medien als kleines Finale bezeichnet (Beispiele: ). Vom B-Finale spricht man u. a. im Rudern, Schwimmsport und Reitsport. 
Die Teilnehmer eines Finales werden als Finalisten bezeichnet.